# Ringicula semistriata
Ringicula semistriata är en snäckart som beskrevs av D'Orbigny 1842. Ringicula semistriata ingår i släktet Ringicula och familjen Ringiculidae. Inga underarter finns listade i Catalogue of Life.